# نوک‌خاری زیتونی
نوک‌خاری زیتونی (نام علمی: Chalcostigma olivaceum) نام یک گونه از سرده لکه‌برنزه‌ای‌ها است.